# Dietrich von Haldensleben
Dietrich von Haldensleben, auch Theoderich († 25. August 985) war Graf im Schwabengau, ab 956 im Nordthüringgau, ab 965 bis 983 Markgraf der Nordmark und ab 966 Graf im Derlingau. Er wurde aufgrund seiner Ländereien und Titel – er führte ab 968 offiziell den Titel eines Dux – sehr mächtig im östlichen Teil des Reichs und gilt als Stammvater des sächsischen Adelsgeschlechts derer von Haldensleben. 

## Leben
Mit Dietrich wird die später nach ihrem Stammsitz benannte Familie von Haldensleben historisch greifbar, die im Nordthüringgau, westlich des heutigen Magdeburg und im Derlingau, östlich von Braunschweig, begütert war. 953 erwies sich Dietrich als treuer Heerführer von König Otto I. im Liudolfinischen Aufstand. Später trat er als Anführer im Kampf gegen die Elbslawen und als Graf im Nordthüringgau in Erscheinung. In der Neuordnung der Herrschaftsbereiche nach dem Tode Markgraf Geros, 965, erhielt er die sächsische Nordmark. Zusammen mit Erzbischof Adalbert von Magdeburg betrieb er 979 die Enthauptung seines Konkurrenten, des Grafen Gero von Alsleben. Seiner Aufgabe, die unter Otto I. gewonnenen Gebiete der slawischen Lutizen und Heveller weiter zu befrieden, wurde Dietrich nach dem Urteil Thietmars von Merseburg und späterer sächsischer Geschichtsschreiber nicht gerecht. Er war letztlich seiner Aufgabe nicht gewachsen und provozierte durch seine Habgier den Lutizenaufstand von 983, durch den die deutsch-sächsische Herrschaft zwischen der Elbe und Oder zusammenbrach. Dass dies zu seiner Absetzung, 983, geführt habe, wie Adam von Bremen und der Annalista Saxo berichten, ist unwahrscheinlich. Er beteiligte sich als Heerführer am sächsischen Sieg an der Tanger, im deutschen Thronfolgestreit von 984 gehörte er zu den Gegnern des Herzogs Heinrich von Bayern. Laut den Quedlinburger Annalen starb Dietrich im Jahr 985.

## Ehe und Nachkommen
Dietrich war mit einer Tochter des Grafen Lothar von Walbeck verheiratet. Kinder waren
- Bernhard von Haldensleben, Markgraf der Nordmark, seit 1009
- Oda, heiratete den polnischen Herzog Mieszko I.;
- Mathilda, heiratete den Slawenfürsten Pribislaw; danach Äbtissin
- Othelhulda, Nonne in Quedlinburg 1020
- Thietburga von Haldensleben, heiratete den Grafen Dedo I. von Wettin